# Алейникова Людмила Йосипівна
Алейникова Людмила Йосипівна (рос. Алейникова Людмила Иосифовна; 21 березня 1923, Уфа, РСФРР, СРСР — 17 травня 1981, Одеса, УРСР, СРСР) — радянська вчена, лікар-кардіолог, доктор медичних наук (1966), професор (1968). Заслужений діяч науки УРСР (1978).. Лауреат Державної премії Української РСР в галузі науки і техніки (1980).

## Біографія
Закінчила Московський медичний інститут у 1944 р.

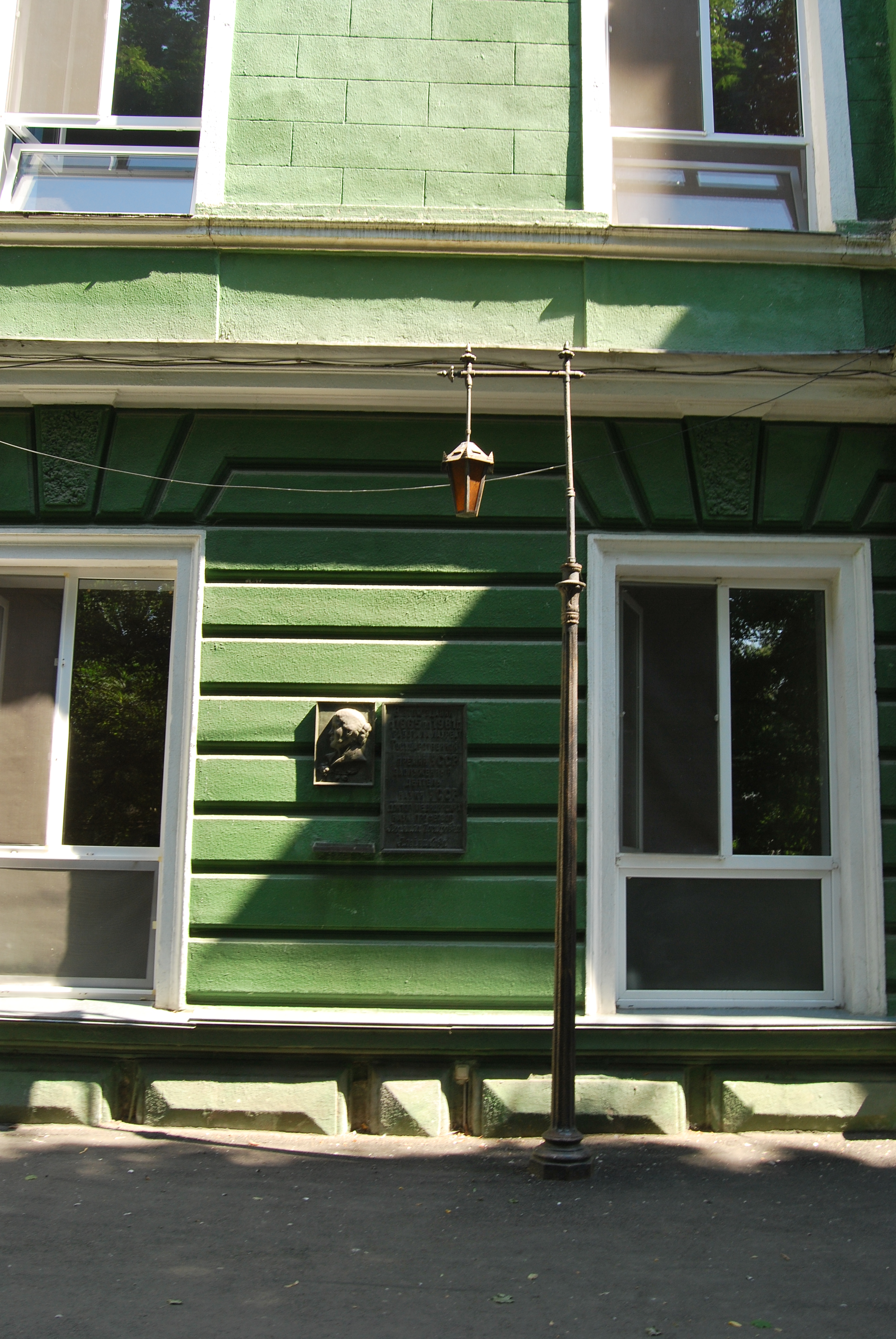
Меморіальна табличка на будинку лікарні в Одесі, де працювала Л. Й. Алейникова.

Потім працювала в Одеському медичному інституті: у 1944—1949 рр. — ординатор клініки пропедевтики внутрішніх хвороб, у 1953—1961 рр. — асистент, у 1961—1966 рр. — доцент, у 1966—1981 рр. — завідувачка кафедри шпитальної терапії.

## Основні наукові дослідження
Вивчала причини виникнення тромбоутворень у хворих на коронарний атеросклероз і гіпертонію. Розробляла нові методи лікування коронарного тромбозу. Наукові праці присвячені проблематиці та лікуванню серцево-судинних захворювань, а також питанням морської медицини.

## Основні наукові праці
- Применение новокаинамида при суправентрикулярных расстройствах ритма, осложняющих инфаркт миокарда // Курортно-санаторное лечение больных: Сб. К., 1969;
- Значение прогнозирования исхода инфаркта миокарда для успешной реабилитации больных // ВД. 1975. № 9; Прединфарктные состояния. К., 1976 (співавт.);
- Кому загрожує інфаркт міокарда. К., 1977 (рос. мовою — К., 1981);
- О диспансерном наблюдении здоровых и больных ишемической болезнью сердца моряков // ВД. 1978. № 11 (співавт.).

## Нагороди та відзнаки
- 1978 р. — Заслужений діяч науки УРСР
- 1980 р. — Лауреат Державної премії Української РСР в галузі науки і техніки